# 적성로 (단양 제천)
적성로(Jeokseong-ro)는 충청북도 단양군 매포읍에서 제천시 금성면 양화삼거리를 잇는 도로이다.

## 주요 경유지
충청북도
- 단양군 (매포읍 - 적성면) - 제천시 (금성면)

## 노선
| 이름          | 접속 노선                          | 소재지 | 소재지 | 비고 |
| ------------- | ---------------------------------- | ------ | ------ | ---- |
| (이름없음)    | 평동로 평동1로                     | 단양군 | 매포읍 |      |
| 각기1교       |                                    | 단양군 | 매포읍 |      |
| 평동사거리    | 평동4로                            | 단양군 | 매포읍 |      |
| 각기2교       |                                    | 단양군 | 매포읍 |      |
| 북단양 나들목 | 제55호선 중앙고속도로              | 단양군 | 적성면 |      |
| 각기3교       |                                    | 단양군 | 적성면 |      |
| 각기삼거리    | 금수산로                           | 단양군 | 적성면 |      |
| 파랑교        |                                    | 단양군 | 적성면 |      |
| 하원곡교      |                                    | 단양군 | 적성면 |      |
| 파랑삼거리    | 도곡파랑로                         | 단양군 | 적성면 |      |
| 상원곡교      |                                    | 단양군 | 적성면 |      |
| 양화교        |                                    | 제천시 | 금성면 |      |
| 양화사거리    | 국가지원지방도 제82호선 (청풍호로) | 제천시 | 금성면 |      |

## 주요 시설 및 건물
- HD현대오일뱅크 코끼리단양주유소 (적성로 13/평동리 382-3)
- GS칼텍스성심주유소 (적성로 60/평동리 475)
- 북단양각기휴게소 (성심로 167/각기리 113-1)
- 농협북단양농협주유소 각기주유소 (성심로 191/각기리 107-4)
- 적성면사무소 각기민원센터 (성심로 201/각기리 140)
- 대장리마을회관 (성심로 1105/대장리 174-1)